# Thành phố Baker
Baker City như tên gọi chính thức là một thành phố và là quận lỵ của Quận Baker, Oregon, Hoa Kỳ. Thành phố này được đặt tên theo tên quận của nó. Dân số là 9.860 theo Điều tra Dân số Hoa Kỳ năm 2000, ước tính của năm 2006 là 10.035 cư dân.

## Lịch sử
Mặc dù một trạm bưu điện đã được thiết lập vào ngày 27 tháng 3 năm 1866, Baker City vẫn chưa được thành lập cho đến năm 1874. Thành phố và quận được đặt tên theo tên của Thượng nghị sĩ Hoa Kỳ sinh ở Anh Quốc là Edward Dickinson Baker để vinh danh ông. Năm 1911, thành phố bỏ từ "City" ra khỏi tên chính thức nhưng rồi bổ sung lại vào thập niên 1980 để công nhận lịch sử của nó và khuyến khích du lịch.

## Địa lý
Xa lộ liên tiểu bang 84 chạy dọc vành phía đông của Thành phố Baker trong khi Quốc lộ Hoa Kỳ 30 đi ngang qua khu phố chính của nó.  Lộ Oregon 7 rời Thành phố Baker đi về miền nam của thành phố Sumpter và xa hơn ra ngoài.  Lộ Oregon 86 hướng về bắc và đông qua Trung tâm Dẫn giải Lịch sử Quốc gia Đường mòn Oregon (National Historic Oregon Trail Interpretive Center) và tiếp tục về các thành phố Richland và Halfway.
Theo Cục Điều tra Dân số Hoa Kỳ, thành phố có tổng diện tích là 17,9 km² (6,9 mi²), tất cả là đất.
Thành phố nằm trong một thung lũng giữa Vùng núi Wallowa về phía bắng và Dãy Elkhorn, một phần của Vùng núi Blue về phía tây, với sông Powder (Oregon) chạy qua trung tâm phố chính trên đường tới sông Rắn (Snake River).

## Thành phố kết nghĩa
Thành phố Baker có một thành phố kết nghĩa, theo Hội Thành phố kết nghĩa Quốc tế:
- Zeya, Nga

## Liên kết
- Baker City Web Page
- The Baker City Herald
- Oregon Blue Book entry for Baker City
- Baker City photos and information at Western Mining History
- Tọa độ: Không thể phân tích số từ kinh độ: −117.832617